# 布兰卡 (科罗拉多州)
布兰卡（英語：Blanca），是美国科罗拉多州科斯蒂亚县下属的一座城市。建市于1910年5月18日，面积大约为1.786平方英里（4.625平方公里）。根据2010年美国人口普查，该市有人口385人。2011年估计该市有人口401人，相比2010年人口增长率为4.16%。同时，论人口该市是科罗拉多州第209大城市。